# Анагениси Енидже Вардар
Анагениси Енидже Вардар (на гръцки: Α.Σ. Αναγέννηση Γιαννιτσών, в превод Възраждане) е гръцки футболен отбор от Енидже Вардар. Играе мачовете си на Ениджевардарския общински стадион. Цветовете на отбора са синьо и бяло. Отборът се състезава предимно в долните дивизии на Гръцката суперлига. Сред отборните постижения са аматьорската купа на Гърция (1989) и шампион на Пела за 2003 – 2004 година. През 2019 година поради финансови затруднения се слива с другия градски отбор ФК Яница (Α.Σ. Γιαννιτσά).